# Are You Afraid of the Dark? (telessérie)
Are You Afraid of the Dark? (Quem Tem Medo do Escuro? em Portugal; Clube do Terror no Brasil) é uma série de televisão de terror infantil. A série original foi uma co-produção entre as companhias canadenses YTV e Cinar e a companhia norte-americana Nickelodeon. Are You Afraid of the Dark? foi filmada em Montreal, Quebec. O episódio "The Tale of the Twisted Claw" foi emitido como episódio-piloto no dia 31 de outubro de 1990. A série foi emitida entre 16 de janeiro de 1991 e 3 de fevereiro de 1996 no programa SNICK da Nickelodeon.
Uma nova série, com novos realizadores, guionistas e elenco foi produzida pela Nickelodeon de 1999 a 2000, tendo sido novamente transmitida no programa SNICK. Foi também transmitida pelo canal Supermax. O veterano David Winning realizou dez episódios, incluindo "Tale of the Dream Girl", "Tale of the Shiny Red Bicycle" e "Tale of the Long Ago Locket".
A série foi transmitida durante os anos 90 na América Latina pela Nickelodeon Latin America, em Portugal pelo canal infantil Disney Channel, no Brasil pela Nickelodeon na TV paga e pela RecordTV na TV aberta, e na Austrália, entre 1998 e 2005, no Nickelodeon. Em 2002, a Nickelodeon fez um especial sobre o programa durante o Dia das Bruxas. A primeira temporada foi lançada em DVD no Canadá. O programa foi um sucesso de critica e público.

## Sinopse
Ambas as séries giram em torno de um grupo de adolescentes autodenominados "Midnight Society" ("Sociedade da Meia-Noite"), que se juntam para contar várias histórias de terror. A cada semana, num local secreto na floresta, um membro conta uma história de terror ao grupo, a qual é mostrada ao telespectador, entre a chegada do grupo ao local e a sua partida. Cada narrador começa a sua história dizendo "Submitted for the approval of the Midnight Society, I call this story…" ("Submetida à aprovação da Sociedade da Meia-noite, chamo a esta história…"), momento no qual atiram pedaços de cortiça para a fogueira, aumentando a intensidade das chamas e produzindo um estranho e assustador fumo branco. O contador anuncia então o título da história: "The Tale of…" ("O Conto do…").
Os temas das histórias envolvem normalmente fenómenos paranormais, como fantasmas, magia, casas assombradas, extraterrestres, maldições, vampiros, bruxas e afins. Os episódios tanto são filmados em florestas ou casas abandonadas, como em locais públicos, como escolas ou livrarias.
As fontes das histórias variam: muitas são adaptações de contos de fadas de domínio público, contos ou mitos urbanos. Por exemplo, "The Tale of the Twisted Claw" é considerado uma adaptação do conto The Monkey's Paw de W. W. Jacobs. Muitos dos argumentos dos episódios são, intencionalmente ou não, semelhantes aos dos livros da série Goosebumps de R.L. Stine, popular em meados dos anos 90.[carece de fontes?] "The Tale of the Curious Camera" é uma réplica quase exacta do livro Say Cheese And Die da série Goosebumps. No entanto, ambos foram provavelmente inspirados em A Most Unusual Camera, um episódio da série The Twilight Zone (Além da Imaginação no Brasil, e A Quinta Dimensão em Portugal).
Muitas das histórias de terror têm contudo finais felizes. Por exemplo, no episódio "The Tale of the Lonely Ghost", uma criança já falecida e a sua mãe idosa reencontram-se. Quase todas as histórias tiveram um final em que o protagonista escapa.
No final de cada episódio (com a excepção de "The Tale of the Crimson Clown", "The Tale of the Mystical Mirror", "The Tale of the Night Shift", e "The Tale Of The Zombie Dice") um personagem atira um balde de água na fogueira, e o grupo deixa o local.

## Ficha técnica
- Diretor: Ron Oliver
- Argumentistas principais: Chloe LeBrown (16 episódios), Alen Kingsberg (5 episódios) e David Perry (6 episódios)

## Elenco

### Primeira série (1990-1996)
| Actor/Actriz       | Dublagem Brasil    | Dobragem Portugal | Personagem | Anos        |
| ------------------ | ------------------ | ----------------- | ---------- | ----------- |
| Ross Hull          | Luiz Sérgio Vieira |                   | Gary       | 1990 – 1996 |
| Raine Pare-Coull   |                    |                   | Betty Ann  | 1990 – 1996 |
| Jodie Resther      |                    |                   | Kiki       | 1990 – 1996 |
| Jason Alisharan    |                    |                   | Frank      | 1990 – 1995 |
| Daniel DeSanto     | Renan Freitas      |                   | Tucker     | 1994 – 1996 |
| Joanna Garcia      | Silvia Goiabeira   |                   | Samantha   | 1994 – 1996 |
| Rachel Blanchard   | Adriana Torres     |                   | Kristen    | 1990 – 1993 |
| Nathaniel Moreau   |                    |                   | David      | 1991 – 1993 |
| Codie Lucas Wilbee |                    |                   | Stig       | 1995 – 1996 |
| Jacob Tierney      |                    |                   | Eric       | 1990        |

### Segunda série (1999-2000)
| Actor/Actriz     | Dublagem Brasil   | Dobragem Portugal | Personagem | Anos        |
| ---------------- | ----------------- | ----------------- | ---------- | ----------- |
| Kareem Blackwell |                   |                   | Quinn      | 1999 – 2000 |
| Elisha Cuthbert  | Flávia Fontenelle | Carla Garcia      | Megan      | 1999 – 2000 |
| Vanessa Lengies  | Tatiane Keplmair  |                   | Vange      | 1999 – 2000 |
| Daniel DeSanto   |                   |                   | Tucker     | 1999 – 2000 |
| David Deveau     | Yuri Chesman      |                   | Andy       | 1999 – 2000 |

### Terceiro série (2019-presente)
| Actor/Actriz      | Dublagem Brasil    | Dobragem Portugal | Personagem | Anos |
| ----------------- | ------------------ | ----------------- | ---------- | ---- |
| Lyliana Wray      | Isabella Guarnieri | Ana Sofia Santos  | Rachel     | 2019 |
| Sam Ashe Arnold   | Raphael Ferreira   | Gonçalo Lima      | Gavin      | 2019 |
| Miya Cech         | Flávia Narciso     |                   | Akiko      | 2019 |
| Jeremy Ray Taylor | Lipe Volpato       |                   | Graham     | 2019 |
| Tamara Smart      | Raquel Carlotti    |                   | Louise     | 2019 |
| Rafael Casal      | Douglas Guedes     |                   | Sr. Tophat | 2019 |

## Personagens recorrentes
Um dos mais importantes personagens recorrentes foi Sardo (Richard Dumont), dono da "Sardo's Magic Mansion" (uma loja mágica). Muitos dos produtos da sua loja continham propriedades mágicas, que eram desconhecidas até serem reveladas na história. Uma das mais memoráveis piadas recorrentes na série acontecia quando alguém o chamava de "Mr. Sardo" ("Sr. Sardo"). Ele irritava-se e exclamava: "No 'mister'; accent on the 'doh'!" ("Não é 'senhor'; com acentuação no 'do'!"). Apesar de raramente ter tido o que queria, ele acabava por ajudar por várias vezes os personagens, muitas vezes intencionalmente. Ele aparecia nas histórias de Gary.
Outra personagem recorrente era Dr. Vink (Aron Tager). Era um homem fisicamente imponente, que aparecia muitas vezes como um cientista maluco, feiticeiro, etc. O seu nome também era mal pronunciado. Quando isto acontecia, ele respondia: "Vink. With a va-va-va." ("Vink. Com um va-va-va."). Aparecia nas histórias de Frank. Aron Tager também interpretou o trabalhador no dia de Carnaval que está em frente à casa de diversões e convida as pessoas a entrar em "The Tale of the Laughing in the Dark".
Ambos os personagens aparecem no episódio-duplo "The Tale of Cutter's Treasure", que foi contado por Frank e Gary.

## Lançamentos em DVD
Temporadas
| Nome do DVD                                           | Região | Data de Lançamento      | No. de Episódios | Extras                                                  |
| ----------------------------------------------------- | ------ | ----------------------- | ---------------- | ------------------------------------------------------- |
| Are You Afraid of the Dark?: The Complete 1st Season  | 1      | 18 de Abril de 2006     | 13               | Sinopses dos episódios                                  |
| Are You Afraid of the Dark?: The Complete 2nd Season  | 1      | 28 de Novembro de 2006  | 13               | Sinopses dos episódios                                  |
| Are You Afraid of the Dark?: The Complete 3rd Season  | 1      | 24 de Abril de 2007     | 13               | Sinopses dos episódios                                  |
| Are You Afraid of the Dark?: The Complete 4th Season  | 1      | 13 de Novembro de 2007  | 13               | Sinopses dos episódios                                  |
| Are You Afraid of the Dark?: The Complete 5th Season  | 1      | 26 de Fevereiro de 2008 | 13               | Sinopses dos episódios                                  |
| Are You Afraid of the Dark?: The Complete 6th Season  | 1      | 29 de Abril de 2008     | 13               | Sinopses dos episódios Galeria de fotos da 6ª temporada |
| Are You Afraid of the Dark?: The Complete 7th Season  | 1      | 19 de Agosto de 2008    | 13               | Sinopses dos episódios                                  |
| Are You Afraid of the Dark?: The Limited Series Event | 1      | 11 de Agosto de 2020    | 6                | Três episódios clássicos da série                       |

Compilações
| Nome do DVD                                    | Região | Data de Lançamento    | No. de Episódios | Extras                 |
| ---------------------------------------------- | ------ | --------------------- | ---------------- | ---------------------- |
| Are You Afraid of the Dark? - Freaky Favorites | 1      | 24 de Outubro de 2006 | 8                | Sinopses dos episódios |